# Christina Obergföll
Christina Obergföll (née le 22 août 1981 à Lahr/Schwarzwald) est une athlète allemande spécialiste du lancer du javelot, championne du monde en 2013 à Moscou. Elle décroche trois autres médailles mondiales dans sa carrière (deux en argent en 2005 et 2007 et une en bronze en 2011) et est également vice-championne olympique à deux reprises, en 2008 à Pékin et en 2012 à Londres.

## Biographie
Elle se distingue lors de la saison 2005 en remportant la médaille d'argent des Championnats du monde d'Helsinki. Elle établit à cette occasion un nouveau record d'Europe du lancer du javelot avec la marque de 70,03 m réussie à son deuxième essai, s'inclinant finalement face à la Cubaine Osleidys Menéndez, auteur du nouveau record du monde de la discipline avec 71,70 m.
Le 23 juin 2007, lors de la première journée de la Coupe d'Europe des nations de Munich, Christina Obergföll remporte l'épreuve et porte le record continental à 70,20 m. Elle participe aux Championnats du monde d'Osaka, en août 2007, et décroche une nouvelle médaille d'argent avec un lancer à 66,46 m, devancée finalement par Tchèque Barbora Špotáková (67,07 m). Elle se classe troisième de la finale mondiale de l'IAAF disputée en fin de saison 2007 à Stuttgart.
En 2008, l'Allemande monte sur la troisième marche du podium des Jeux olympiques de Pékin, derrière Barbora Špotáková et la Russe Maria Abakumova, en réalisant un lancer à 66,13 m. Cette médaille de bronze deviendra une médaille d'argent en 2018 à la suite de la disqualification pour dopage de Maria Abakumova. En fin de saison, elle est dépossédée de son record d'Europe par Barbora Špotáková qui établit un nouveau record du monde avec 72,28 m en septembre 2008 à Stuttgart. 
Vainqueur en 2009 de la première édition des Championnats d'Europe par équipes avec 68,59 m, elle prend la cinquième place des Championnats du monde de Berlin avec 64,34 m.
Elle décroche son premier podium continental en août 2010 à l'occasion des Championnats d'Europe de Barcelone. Elle termine deuxième du concours avec un jet à 65,58 m mais doit abandonner le titre à sa compatriote Linda Stahl (66,81 m). Elle participe lors de cette saison au circuit mondial de la Ligue de diamant et obtient la troisième place au classement général final, derrière Barbora Špotáková et Kara Patterson, en remportant notamment la dernière épreuve à Bruxelles avec un lancer à 67,31 m.
En 2011, elle remporte la Ligue de diamant en s'adjugeant cinq victoires en sept concours. Lors des Mondiaux de Daegu, elle termine initialement au pied du podium avec 65,24 m mais se verra réattribuer la médaille de bronze en 2018 en raison du déclassement pour dopage de Maria Abakumova. 
Christina Obergföll dispute les championnats d'Europe 2012, à Helsinki en Finlande, mais est battue pour la première place par l'Ukrainienne Vira Rebryk. Elle se classe également deuxième des Jeux olympiques de Londres avec un lancer à 65,16 m, laissant la victoire à la Tchèque Barbora Špotáková (69,55 m).
Vainqueur des championnats d'Europe par équipes, en juin 2013, elle remporte les cinq premières étapes de la Ligue de diamant et fait partie des favorites au titre pour les championnats du monde. À Moscou, en finale, l'Allemande établit la marque de 69,05 m à son deuxième essai, et décroche son premier titre mondial, devant l'Australienne Kimberley Mickle et la Russe Mariya Abakumova.
Le 21 mai 2016 à Halle, Christina Obergföll s'impose avec un jet à 64,96 m devant la Française Mathilde Andraud (63,54 m). Seulement huitième aux Jeux Olympiques de Rio, elle met un terme à sa carrière le 3 septembre à l'occasion de l'ISTAF Berlin qu'elle remporte avec un jet à 64,28 m.

## Palmarès
| Date | Compétition                       | Lieu              | Résultat | Marque  |
| ---- | --------------------------------- | ----------------- | -------- | ------- |
| 2000 | Championnats du monde juniors     | Santiago du Chili | 8e       | 50,23 m |
| 2005 | Championnats du monde             | Helsinki          | 2e       | 70,03 m |
| 2006 | Championnats d'Europe             | Göteborg          | 4e       | 61,89 m |
| 2007 | Championnats du monde             | Osaka             | 2e       | 66,46 m |
| 2007 | Finale mondiale                   | Stuttgart         | 3e       | 62,47 m |
| 2008 | Jeux olympiques                   | Pékin             | 2e       | 66,13 m |
| 2008 | Finale mondiale                   | Stuttgart         | 2e       | 63,28 m |
| 2009 | Championnats d'Europe par équipes | Leiria            | 1re      | 68,59 m |
| 2009 | Championnats du monde             | Berlin            | 4e       | 64,34 m |
| 2010 | Championnats d'Europe par équipes | Bergen            | 1re      | 59,88 m |
| 2010 | Championnats d'Europe             | Barcelone         | 2e       | 65,58 m |
| 2010 | Ligue de diamant                  | Ligue de diamant  | 3e       | détails |
| 2011 | Championnats d'Europe par équipes | Stockholm         | 1re      | 66,22 m |
| 2011 | Championnats du monde             | Daegu             | 3e       | 65,24 m |
| 2011 | Ligue de diamant                  | Ligue de diamant  | 1re      | détails |
| 2012 | Championnats d'Europe             | Helsinki          | 2e       | 65,12 m |
| 2012 | Jeux olympiques                   | Londres           | 2e       | 65,16 m |
| 2013 | Championnats d'Europe par équipes | Gateshead         | 1re      | 62,64 m |
| 2013 | Championnats du monde             | Moscou            | 1re      | 69,05 m |
| 2013 | Ligue de diamant                  | Ligue de diamant  | 1re      | détails |
| 2015 | Championnats d'Europe par équipes | Tcheboksary       | 1re      | 61,69 m |
| 2015 | Championnats du monde             | Pékin             | 4e       | 64,61 m |
| 2015 | Ligue de diamant                  | Ligue de diamant  | 4e       | détails |
| 2016 | Jeux olympiques                   | Rio de Janeiro    | 8e       | 62,92 m |

## Records
| Épreuve           | Performance | Lieu   | Date         |
| ----------------- | ----------- | ------ | ------------ |
| Lancer du javelot | 70,20 m     | Munich | 23 juin 2007 |